# Giro del Friuli 2003
Il Giro del Friuli 2003, ventinovesima edizione della corsa, si svolse il 30 agosto 2003 su un percorso di 197,5 km, con partenza da Buttrio e arrivo a Gorizia. La vittoria fu appannaggio dello spagnolo Joseba Albizu, che completò il percorso in 5h03'05", alla media di 39,098 km/h, precedendo gli italiani Leonardo Scarselli e Sergio Barbero.

## Ordine d'arrivo (Top 10)
| Pos. | Corridore          | Squadra                 | Tempo    |
| ---- | ------------------ | ----------------------- | -------- |
| 1    | Joseba Albizu      | Mercatone Uno-Scanavino | 5h03'05" |
| 2    | Leonardo Scarselli | Colombia-Selle Italia   | s.t.     |
| 3    | Sergio Barbero     | Lampre                  | a 0'05"  |
| 4    | Luca Mazzanti      | Panaria-Fiordo          | s.t.     |
| 5    | Gianni Faresin     | Gerolsteiner            | s.t.     |
| 6    | Paolo Bossoni      | Vini Caldirola-So.di    | a 0'20"  |
| 7    | Oscar Pozzi        | Tenax-Garda Calze       | s.t.     |
| 8    | Pietro Caucchioli  | Alessio                 | s.t.     |
| 9    | Volodymyr Duma     | Landbouwkrediet-Colnago | a 0'40"  |
| 10   | Francesco Bellotti | Mercatone Uno-Scanavino | a 0'43"  |